# Zadarská župa
Zadarská župa (chorvatsky Zadarska županija) je jedna z žup v Chorvatsku. Leží na jihu země. Historicky náleželo její území ke dvěma celkům: území opčiny Gračac náleželo k vlastnímu Chorvatsku, zatímco ostatní obce leží již v Dalmácii. Chorvati tvoří většinu s 93,54 % populace, zatímco Srbové, Bosňáci, Albánci a Italové tvoří zbytek.

## Charakter župy
Zadarská župa je přímořské území, na východě hraničí s Bosnou a Hercegovinou, na jihu se Šibenicko-kninskou župou a na severu s Licko-senjskou župou. Její území je většinou hornaté, patří k němu četné ostrovy (Dugi Otok, z části i Pag). Velký význam zde má turistika; a to jak ve vnitrozemí, kde se nachází mnoho národních parků (Velebit, Telaščica, Paklenica a samozřejmě i známá Plitvická jezera). Obyvatelé jsou Chorvati, přesto hlavně díky nadvládě Itálie nad Zadarem na začátku 20. století zde malá část obyvatel stále mluví ještě italsky. Do války v Jugoslávii žili ve vnitrozemí ve větším počtu také i Srbové, velká část z nich ale odešla. Z dopravního hlediska jsou zde velmi významné tahy, spojující Záhřeb se Splitem (dálnice a železnice). Hlavní město Zadar se nachází mimo tyto komunikace, má ale dobrý přístup k lodní dopravě.

## Významná města
- Zadar (hlavní)
- Benkovac
- Biograd na Moru
- Nin
- Obrovac
- Pag